# Populus wilsonii
Populus wilsonii är en videväxtart som beskrevs av C. K. Schneider. Populus wilsonii ingår i släktet popplar, och familjen videväxter. Inga underarter finns listade i Catalogue of Life.

## Bildgalleri

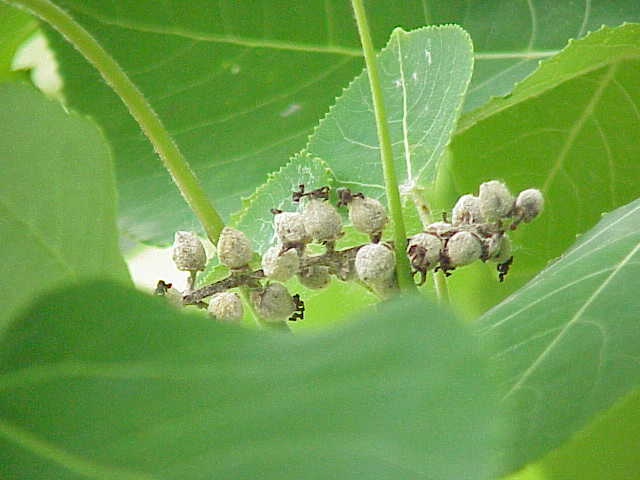
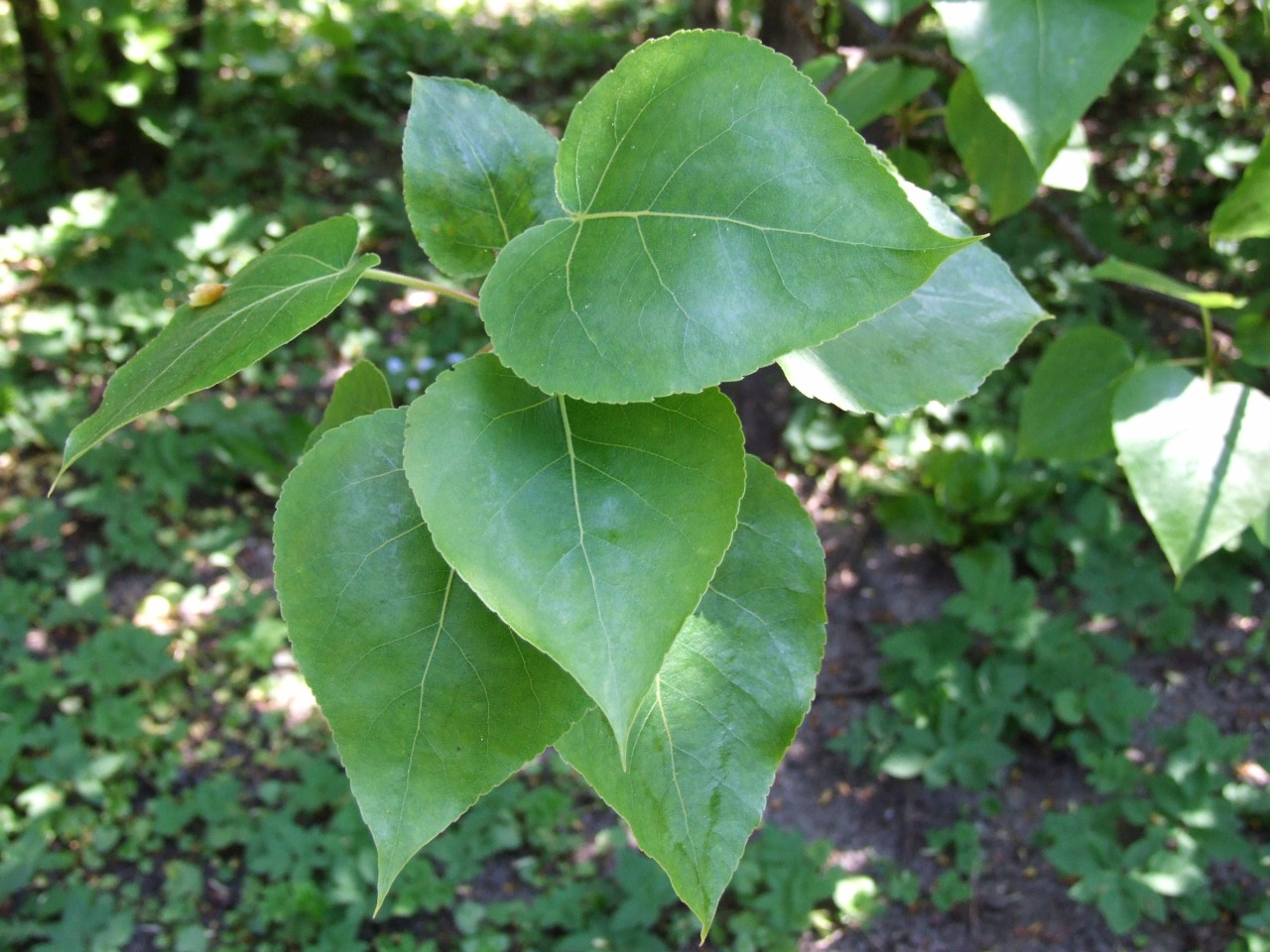
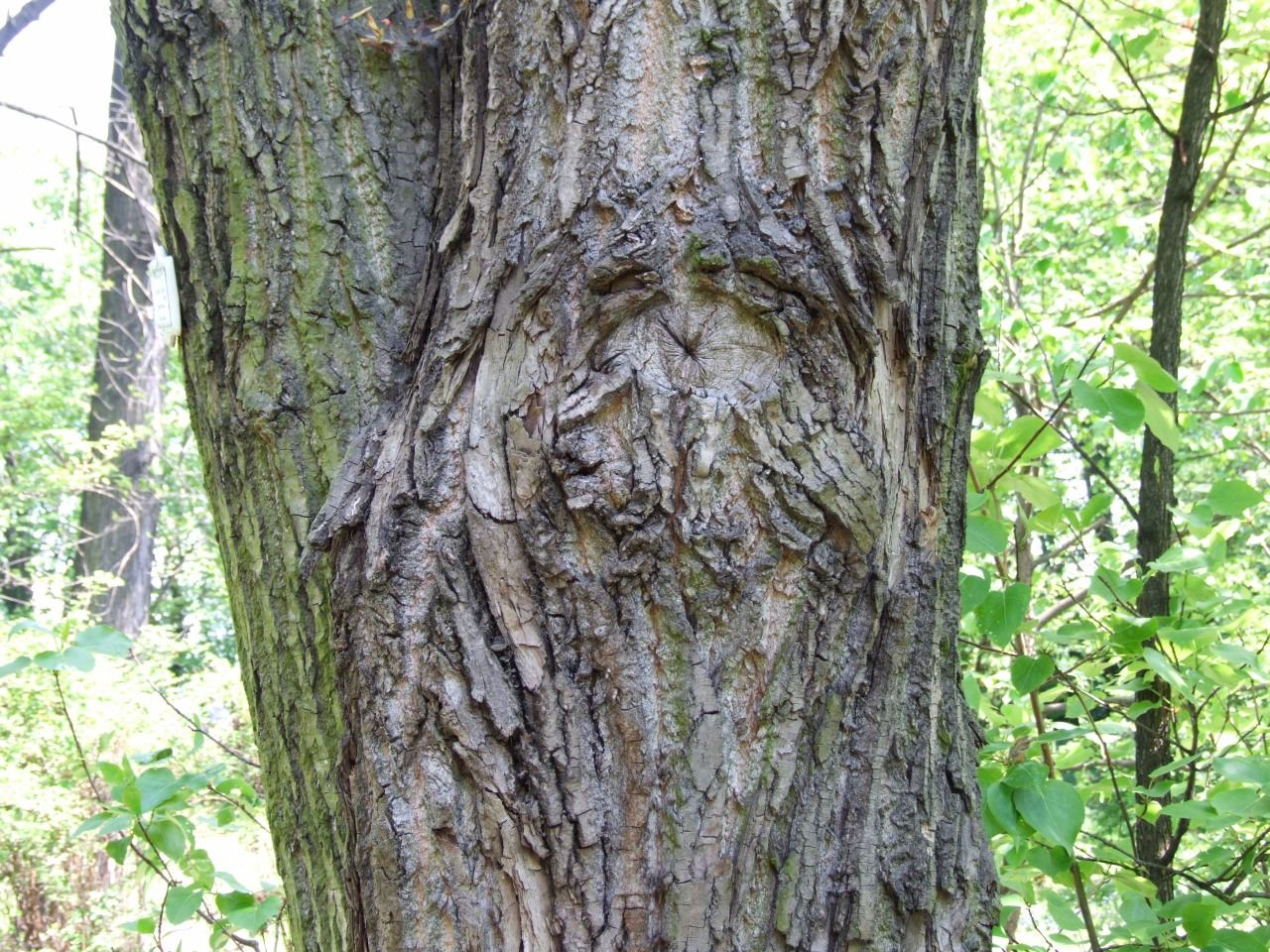
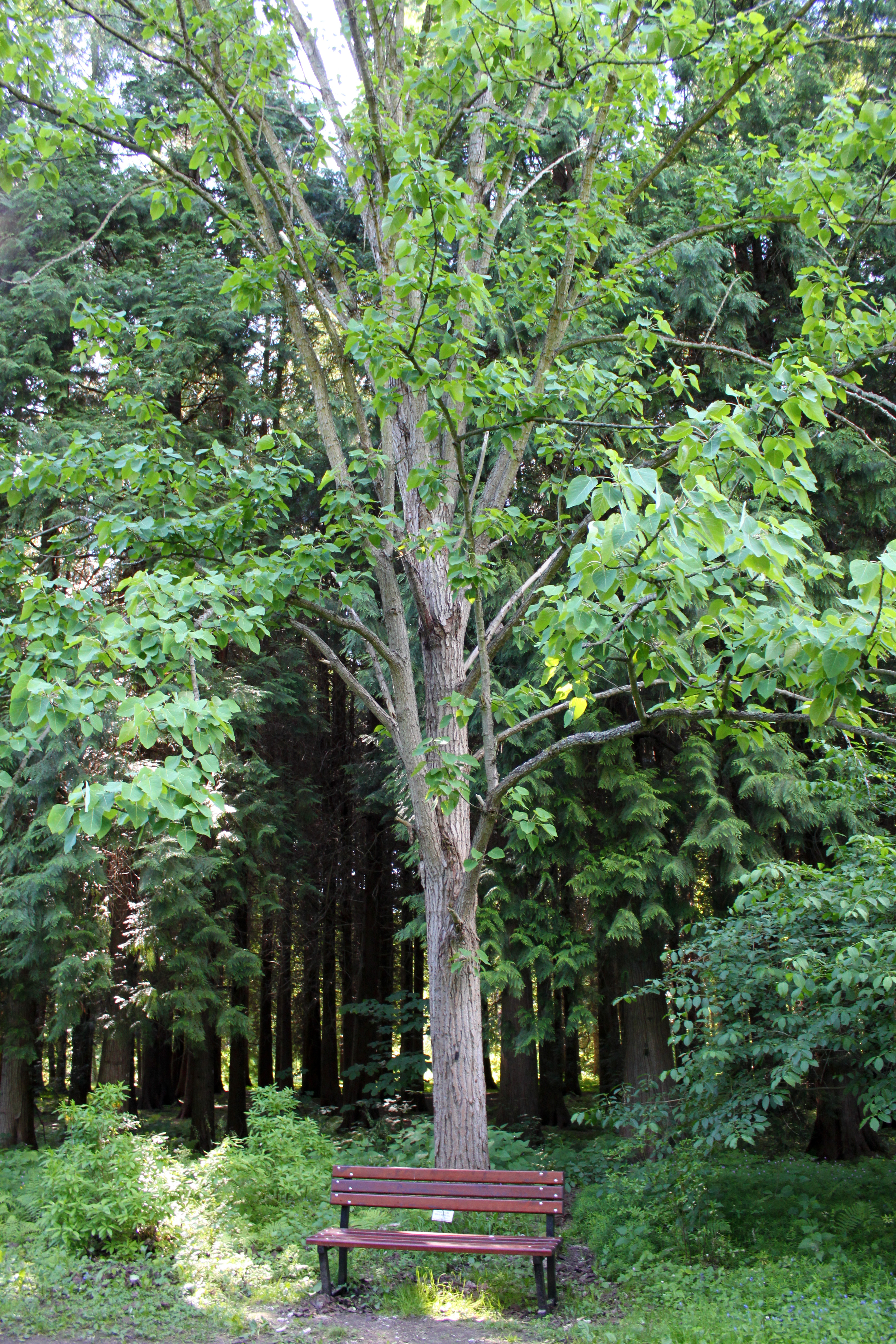
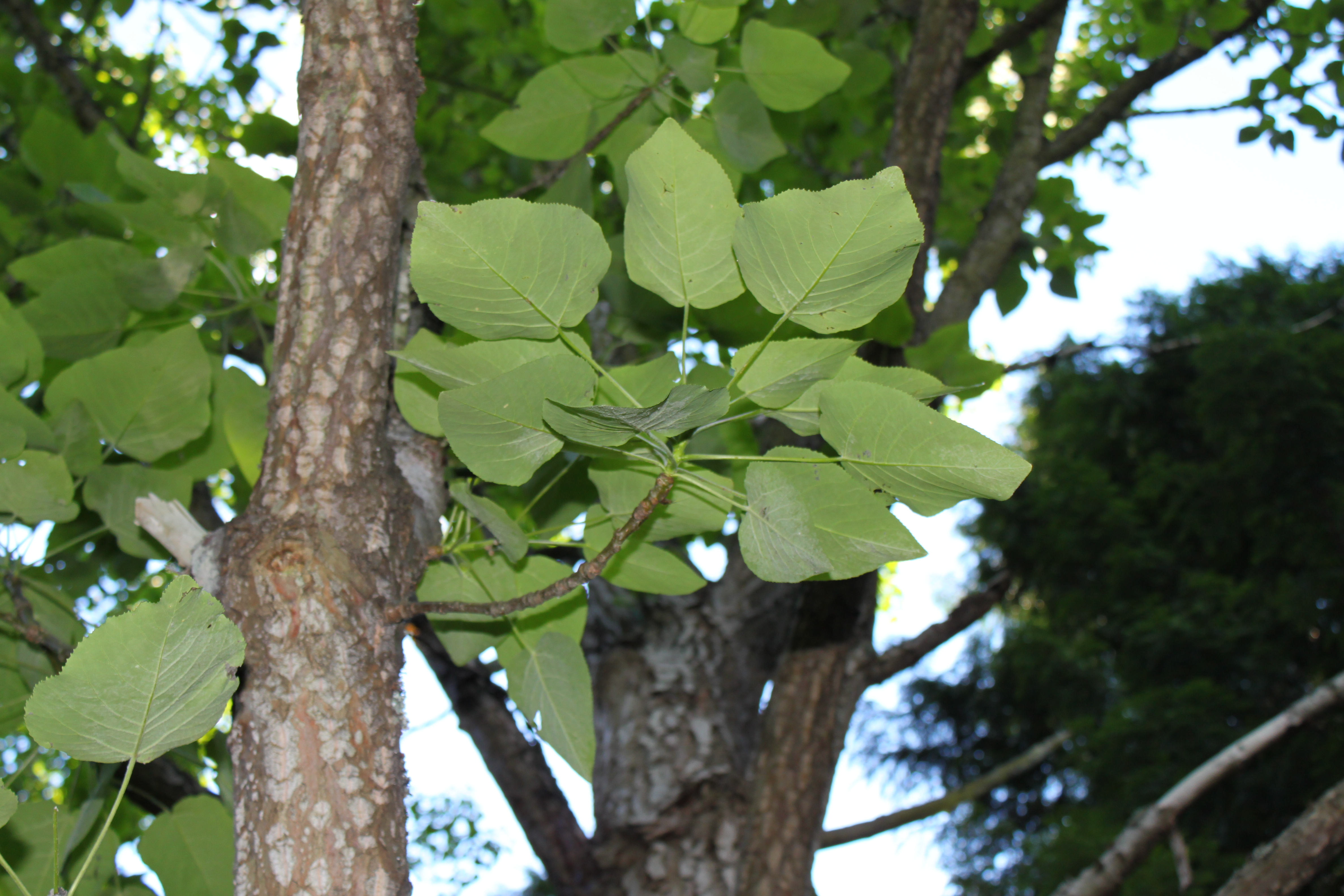
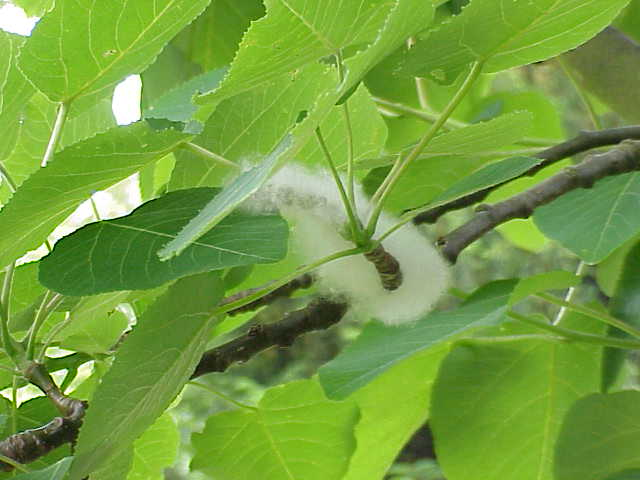